# Wassili Kondratjewitsch Alymow
Wassili Kondratjewitsch Alymow (russisch Василий Кондратьевич Алымов; * 4. April 1883 in Rutschi; † 22. Oktober 1938 in Sestrorezk) war ein russischer Ethnograph und Mitbegründer der Samischen Forschung in der Sowjetunion.

## Leben
Wassili Alymow wurde 1883 als Sohn von Bauern im Dorf Rutschi im Gouvernement Sankt Petersburg, heute Oblast Leningrad, geboren. Nach dem Abschluss der Schulausbildung arbeitete er unter anderem als Geodät.
1922 zog er nach Murmansk um, wo er fortan in der Verwaltung des damaligen Okrug Murmansk als Ökonom, Statistiker und Spezialist für Minderheitenfragen arbeitete. Als Heimatforscher beschäftigte es sich mit Ethnographie und Lokalgeschichte besonders der samischen Urbevölkerung der Halbinsel Kola.
Zwischen 1927 und 1935 arbeitete er für die Murmansker Abteilung des Komitees des Nordens. Aufgabe dieser im gesamten zirkumarktischen Gebiet der Sowjetunion gegründeten Komitees war die Lösung von politischen, ökonomischen und kulturellen Problemen der Urvölker und ihre Sowjetisierung.
Ende der 1930er Jahre fiel Alymow dem Stalinterror zum Opfer. Als angeblicher Anführer einer bewaffneten samischen Verschwörung gegen die Sowjetmacht verhaftete man ihn am 27. Februar 1938 in Murmansk. Auf Grundlage eines durch Folter erzwungenen Geständnisses wurde Alymow als Konterrevolutionär zum Tode verurteilt und am 22. Oktober 1938 im Wald von Lewaschowski in der Nähe des damaligen Leningrad hingerichtet. Das gleiche Schicksal erlitten 15 weitere Angeklagte, die meisten von ihnen waren Samen aus Lowosero.

## Schaffen
Obwohl Alymow keine akademische Forschung durchführte, sondern als Heimatforscher (russisch краевед) angesehen werden muss, war er einer der wichtigsten Vertreter der Samischen Studien in der frühen Sowjetunion. Er veröffentlichte eine Vielzahl von Arbeiten zu samischer Folklore und Geschichte in Zeitungen und Zeitschriften. Darüber hinaus war er als Kommissar im Murmansker Komitee Neues Alphabet aktiv an der Etablierung von Schriftsprache und Volksbildung für die Samen in der Sowjetunion beteiligt. Alymow, der aufgrund seiner regelmäßigen Feldforschungen selber Kildinsamisch sprach, war Berater und enger Mitarbeiter von Aleksander Endjukowski und Sachari Tschernjakow und korrespondierte auch mit ausländischen Forschern, z. B. mit dem Professor für Finnougristik in Uppsala Karl Bernhard Wiklund.
Gemeinsam mit anderen Mitgliedern der Gesellschaft zur Erforschung des Murmansker Gebiets (russisch Общество по изучению Мурманского края) war Alymow aktiv an der Gründung des Murmansker Lokalhistorischen Museums im Jahr 1926 beteiligt. Ab 1935 leitete er das Museum als Direktor.

## Schriften (Auswahl)
- 1930 "Roschdaemost i smertnost loparei kolskowo poluostrowa" (Geburts- und Todesraten bei den Lappen der Halbinsel Kola), in: Kolski sbornik. Leningrad Elektronische Ressource
- 1930 Lopari (Die Lappen). Moskau Elektronische Ressource

## Auszeichnungen
1927 wurde Alymow die nach Semjonow benannte kleine silberne Ehrenmedaille der Russischen Geographischen Gesellschaft verliehen.